# 클린트 힐 (축구 선수)
클린턴 스콧 "클린트" 힐(Clinton Scott "Clint" Hill, 1978년 10월 19일 ~ )은 잉글랜드의 전 축구 선수로, 포지션은 수비수이다.